# Bengt Bengtsson
Bengt Bengtsson (Tåssjö socken, 30 september 1897 - Stockholm, 10 oktober 1977) was een Zweedse turner. 
Bengtsson won met de Zweedse ploeg de gouden medaille in de landenwedstrijd Zweeds systeem in het Belgische Antwerpen tijdens de Olympische Zomerspelen 1920 .

## Resultaten

### Olympische Zomerspelen
| Jaar | Plaats    | Resultaten                           |
| ---- | --------- | ------------------------------------ |
| 1920 | Antwerpen | in de landenwedstrijd Zweeds systeem |